# Амил (река)
Амил (рус. . Амыл), река је у Краснојарској Покрајини у Русији. 
Река извире на падинама Западног Сајана и тече ка свом ушћу у реку Тубу, где заједно са реком Казир, формира Туба, која даље тече према западу и улива се у Јенисеј. Укупна дужина ове реке је 257 km, а површина слива око 9.500 km². 
Занимљиво је то да је 1835. године на овој реци отворено неколико рудника злата.